# إفراز نابض
الإفراز النابِض (بالإنجليزية: Pulsatile secretion)‏ هي ظاهِرة كيمحيوية يحدث فيها إفراز للمادة الكيميائية أو الهرمون على شَكل دُفعات أو بِشكل عَرضي بدلاً من الإفراز بشكل مُستمر، ومن الأمثلة على الهرمونات التي تفرز بشكل نابِض الهرمون المطلق لِمُوَجهة الغدد التناسلية وَهرمون النمو، ومن الممكن أن تلعب ظاهرة الإفراز النابض دوراً مُهماً في وظيفة الهُرمون.
الإفراز النبضي هو ظاهرة بيوكيميائية تُلاحظ في مجموعة واسعة من أنواع الخلايا والأنسجة، حيث يتم إفراز المنتجات الكيميائية وفق نمط زمني منتظم. أكثر المنتجات الخلوية شيوعًا التي لوحظ إطلاقها بهذه الطريقة هي جزيئات الإشارات بين الخلايا مثل الهرمونات أو الناقلات العصبية. أمثلة على الهرمونات التي يتم إفرازها بشكل نبضي تشمل الإنسولين، والثيروتروبين، وTRH، وهرمون تحرير الغدد التناسلية (GnRH)، وهرمون النمو (GH). نمط الإفراز النبضي حاسم لوظيفة العديد من الهرمونات من أجل الحفاظ على التوازن الدقيق الضروري للعمليات الحيوية الأساسية، مثل التكاثر. قد تكون تقلبات التركيز بتردد معين حاسمة لوظيفة الهرمون، كما يتضح من حالة محاكيات GnRH، التي تسبب تثبيطًا وظيفيًا لمستقبلات GnRH بسبب الانخفاض الشديد في الاستجابة للتحفيز المستمر (التوتري). قد تعمل النبضية على تحسيس الأنسجة المستهدفة للهرمون المعني وتعزيز المستقبلات، مما يؤدي إلى تحسين الاستجابات.